# John E. Eck
John E. Eck är en amerikansk kriminolog (högerrealist). Eck avlade doktorsexamen i kriminologi 1994 vid Department of Criminology and Criminal Justice på University of Maryland, College Park, med avhandlingen "Drug Markets and Drug Places: A Case-Control Study of the Spatial Structure of Illicit Drug Dealing. År 2002 utnämndes John Eck till professor vid University of Cincinnati där han arbetar vid Division of Criminal Justice.
Eck är medlem i American Society of Criminology och Academy of Criminal Justice Sciences.

## Forskning
John Ecks forskningsområden är poliseffektivitet och brottsprevention knutet till platser (se situationell brottsprevention). Han har, liksom Lawrence W. Sherman, bidragit till utvecklingen, testning och införandet av det problemorienterade polisarbetet.

## Publikationer i urval
- Eck, John E., Chainey, Spencer, och Cameron, John (2005). Mapping Crime: Understanding Hot Spots.  Washington, DC: U.S. Department of Justice, National Institute of Justice. (forthcoming)
- Weisburd, David and Eck John E. (2004). "What Can Police Do to Reduce Crime, Disorder and Fear?" i The Annals of the American Academy of Political and Social Science.
- National Research Council (2004). Fairness and Effectiveness in Policing: The Evidence. Committee to Review Research on Police Policy and Practices. Wesley Skogan och Kathleen Frydl (red). Committee on Law and Justice, Division of Behavioral and Social Sciences and Education. Washington, DC: The National Academies Press.
- Clarke, Ronald V. och Eck, John E. (2003). Becoming a Problem-Solving Crime Analyst: In 55 Small Steps. London: Jill Dando Institute of Crime Science.
- Eck, John E. och Clarke, Ronald V. (2003). "Classifying Common Police Problems: A Routine Activity Approach", i Theory for Practice in Situational Crime Prevention av Martha  J. Smith och Derek B. Cornish, (red). Crime Prevention Studies, vol. 16. Monsey, NY: Criminal Justice Press.
- Eck, John E. (2003). "Why Don't Problems Get Solved?", i Community Policing: Can It Work? av Wesley Skogan (red). Belmont, CA: Wadsworth. sid: 185-206.
- Eck, John E. (2003). "Police Problems: The Complexity of Problem Theory, Research and Evaluation", i Problem-Oriented Policing: From Innovation to Mainstream, av Johannes Knutsson (red). Crime Prevention Studies, vol. 15. Monsey, NY: Criminal Justice Press.
- Mazzerole, Loraine, Rogan Dennis, Frank, James, Famega Christine och Eck, John E. (2002). "Managing Citizen Calls to the Police:  The Impact of Baltimore’s 311 Call System", i Criminology and Public Policy. 2(1): sid. 97-124
- Cullen, Francis T., Eck, John E. och Lowenkamp, Christopher T. (2002). "Environmental Corrections – A New Paradigm for Effective Supervision", i Federal Probation. 66(2): sid. 28-37.
- Eck, John E. (2002). "Learning From Experience in Problem-Oriented Policing and Situational Prevention: The Positive Functions of Weak Evaluations and the Negative Functions of Strong Ones", i Evaluating Crime Prevention, av Nick Tilley (red). Crime Prevention Studies, vol. 14. Monsey, NY: Criminal Justice Press.